# 나빌 길라스
나빌 길라스(아랍어: نبيل غيلاس, 프랑스어: Nabil Ghilas, 1990년 4월 20일 ~ )는 알제리의 축구 선수로, 현재 알제리 축구 국가대표팀에서 뛰고 있다.